# 2021年反萊豬公投
2021年反含萊克多巴胺豬肉公投是一場反對含有萊克多巴胺的美國豬肉進口到台灣的公投案。
公投案於2021年12月18日舉行投票，是在2021年全國公投案第2個成案的公投，由國民黨立委林為洲領銜提出禁止進口含萊克多巴胺豬肉的第18案全國性公民投票案，最終投票率為41.09%、不同意票佔51.21%，全案不通過。

## 公投主文
|  | 你是否同意政府應全面禁止進口含有萊克多巴胺之乙型受體素豬隻之肉品、內臟及其相關產製品？ |

## 背景

### 瘦肉精
在經過動物實驗確認萊克多巴胺在動物的代謝反應和中毒劑量後，美國食品藥品監督管理局（FDA）於1999年開始容許萊克多巴胺被添加至牛豬飼料中，用來增加牛豬瘦肉比例，但是禁止直接使用於人體。歐盟則採禁用立場。
2002年，因為發生中毒事件，中國大陸公告禁止在動物飼料中使用瘦肉精，萊克多巴胺也在禁止之列。2006年，中華民國政府公告，禁用萊克多巴胺。但是，2012年只開放牛（肌肉）殘留萊克多巴胺0.01ppm以下。
2012年7月6日，聯合國食品法典委員會（Codex）通過萊克多巴胺殘留標準草案，牛肉、豬肉的殘留量為10ppb。

### 陳水扁時代
2001年，陳水扁政府開始審查萊克多巴胺是否適合作為飼料添加物，交由專家小組評估。至2006年宣布禁用前，曾進行5次專家小組會議，並由農委會委託學者進行動物實驗。
2006年10月，蘇貞昌擔任行政院長時，公告禁用含萊克多巴胺在內等四類瘦肉精。2007年，開始針對進口肉品，由經濟部商檢局檢查是否含有瘦肉精。8月14日，陳水扁向WTO預告，台灣政府準備解禁萊克多巴胺，並制定最大殘留標準為10ppb，但受民間團體與國民黨反對而並未實施。馬英九則是明確反對對豬肉瘦肉精解禁。

### 馬英九時代
2011年，楊志良擔任衛生署長期間，食品藥物管理局成立，進口檢查業務由商檢局移交給食品藥物管理局，因不清楚舊有做法，重新將瘦肉精列為檢查項目。
2012年7月4日與5日，聯合國國際食品法典委員會將討論萊克多巴胺的殘留量議題。親民黨主張應採用國際食品法典委員會制定的標準。7月2日，行政院發言人胡幼偉表示，專家早已證實在安全容許量下，萊克多巴胺不會危害人體健康。聯合國國際食品法典委員會的討論，是國際貿易的政治角力。胡幼偉質疑國際食品法典委員會制定的標準並不科學，希望在野黨不要再阻擋。農委會主委陳保基說，不管聯合國食品法典委員會（Codex）訂出瘦肉精標準為何，國民黨政府都會依原計畫推動開放含萊克多巴胺美牛進口。7月5日，國際食品法典委員會會議中，因缺乏共識，美國提議表決，萊克多巴胺殘留容許量，為豬肉的殘留量10ppb。表決結果為69比67票通過，但仍有半數國家反對。表決之後，民進黨仍要求政府一定要落實「牛豬分離，排除內臟」，絕對不能開放含瘦肉精的美國豬肉進口，而且此立場必須清楚載明於法條中。對此，民進黨立院黨團成員尚有不同意見。台聯黨團則堅持反對立場。
2012年7月6日，民進黨主席蘇貞昌出席台北市黨部第十四屆評委召集人暨執行委員、評議委員就職典禮致詞時表示，民進黨作為一個民主的政黨，雖然現在沒有執政，但責任繁重，面對不斷變化的國內外局勢，民進黨還有很多事情要做，譬如昨日聯合國codex（國際食品法典）做出對於萊克多巴胺最高殘留容許量標準後，民進黨將堅持一貫立場，即「守護國民健康」、「參考國際標準」、「嚴格監督政府」及「保護畜牧產業」。
2012年7月25日，立法院臨時會召開，在野黨團雖未進行杯葛，但民進黨團發言人田委員秋瑾於發言時依舊要求除了牛肉之外必須要零檢出。但最終國民黨以人數優勢進行表決，通過《食品衛生管理法》修正案以牛肉肌肉10ppb為基準，開放進口含萊克多巴胺的美牛肌肉進入台灣市場，而牛隻內臟和其他動物肉類維持零檢出，並開放國內牛隻飼料添加瘦肉精，但萊克多巴胺並未取得動物用藥許可而仍不得檢出。
2013年3月11日，臺灣與美方貿易談判傳出除了美牛以外美豬也可能開放進口的消息，引起民進黨抗議，表示一旦開放瘦肉精的豬肉將影響國民健康，不能開放進口，否則誓死抗拒，一定要求總統下台。

### 蔡英文時期
2020年8月28日，總統蔡英文終結14年禁止瘦肉精豬肉進口。此次同時訂定豬肝、豬腎0.04ppm的容許量。對於媒體詢問與民進黨過去的主張是否有雙重標準，蔡英文稱2012年國際標準尚未出爐前，確實對於含有萊克多巴胺的美牛與美豬進口有所保留，直到2012年7月國際標準出爐後，民進黨就調整立場會接受國際標準、科學證據來處理美牛及美豬問題 ，但是實際上在2013年，民進黨立法院黨團仍然要求美國牛要瘦肉精0檢出。
值得注意的是，8月13日的中央社英文版的一篇報導已提到政府可能在考慮開放美牛、美豬；14日的中文版也有提到。
2020年8月29日，臺中市宣布針對臺中市販售豬肉及豬肉製品部份，依林佳龍市長時期2017年訂定的臺中市食品安全衛生管理自治條例要求瘦肉精零檢出，臺中市的豬肉及其製品檢出瘦肉精10ppb以下，罰3萬元到10萬元罰鍰，檢出瘦肉精10ppb以上，重罰6萬到2億元罰鍰，且得連續處罰。對此，衛福部長陳時中認為不能中央地方不一致，一國多制不是好現象。行政院則表示，近日已陸續與養豬業者以及地方政府溝通，在2021年正式開放進口前，會持續溝通。
2020年10月29日，針對台北市長柯文哲質疑明年元旦起全世界含萊劑的豬肉都可進口台灣一事，衛福部長陳時中表示未來確實可依法進口他國含萊劑的豬肉。然而豬肉涉及的食安議題除了萊劑之外還包括口蹄疫、豬瘟等問題，於此同時能進口豬肉到台灣的共13國，其中9國是歐盟國家且全面禁用萊劑，其餘像是美國、加拿大、紐西蘭、澳洲則沒有禁令，約有22%飼料添加萊劑。
2020年12月24日，民進黨在立法院以人數優勢通過包括從2021年1月1日起開放含萊克多巴胺的豬肉進口、開放30月齡以上美牛進口、相關原產地標示規定以及國內不得使用瘦肉精等九項行政命令。現行動物用藥殘留標準，僅明定牛肉的萊克多巴胺殘留容許量為0.01ppm。立法院准予備查的動物用藥殘留標準修正案，除了現行的牛肉萊劑殘值，也新增豬的萊劑殘留容許量，包含肌肉及脂（含皮）為0.01ppm、肝臟為0.04ppm、腎臟為0.04ppm、其他可供食用部位則為0.01ppm。

## 公投過程
2019年6月公投法三讀通過後，確認下一次全國性公民投票將不會與2020年中華民國總統副總統及立法委員選舉同時舉辦，且根據修正後之公民投票法，下一次公投將訂於2021年8月28日舉行。
2020年9月23日，國民黨立委林為洲領銜提出禁止進口萊豬的公投提案，2021年5月14日正式獲中選會通過成案。
2021年7月2日，中央選舉委員會舉行委員會議決議，原定2021年8月28日舉行全國性公民投票案第17案至第20案投票，因受COVID-19疫情影響，改定於2021年12月18日辦理，投票時間仍然從上午8時起到下午4時止。

## 正反意見

### 正方
2020年11月22日，數十團體舉行「秋鬥」大遊行，抗議蔡英文政府放寬從美國進口含瘦肉精的豬肉。主辦單位指有5萬人參與。參加「秋鬥」的遊行人士，下午由凱達格蘭大道出發，高叫「反毒豬、反雙標、反黨國」口號，要求蔡英文政府撤回進口含瘦肉精豬肉的決定，遊行路線中亦設有一個悼念言論自由的靈堂。

### 反方
駐美代表吳釗燮與民進黨前立委郭正亮均認為民進黨是曾經執政8年的大黨，應兼顧國民健康、經貿發展、台美關係等綜合立場，並建議民進黨對美牛案改採「有條件支持」，政策重點放在牛豬分離、境外檢查、強制標示、提高罰則、設立補償基金等。
台灣基進在2020年8月28日發表聲明支持台美合作，指政府進口豬牛時要符合國際標準的檢驗程序，同時加強標示供台灣消費者自由選擇及將國人健康評估報告、台美關係等因素公開，讓國人了解台灣當前面臨的以及執政者決策理由。台灣基進又表示加速台美貿易協定談判有迫切之必要，並建議蔡英文政府加速處理台日自由貿易協定，讓台灣能脫離馬英九執政時期，經濟過度親中，導致遭到以商逼政的泥淖。

## 民意調查
| 日期       | 機構                                                        | 樣本數 | 參與投票% | 參與投票且投同意票% | 贊成%  | 反對%  | 其他% |
| ---------- | ----------------------------------------------------------- | ------ | --------- | ------------------- | ------ | ------ | ----- |
| 2021-12-15 | TVBS （页面存档备份，存于）                                 | 1,142  | 49％      | 24%                 | 46%    | 37%    | 17%   |
| 2021-12-09 | 皮爾森數據公司 （页面存档备份，存于）                       | 10,836 | 80.76%    | 40.24%              | 49.79% | 47.81% | 2.40% |
| 2021-12-08 | ETtoday新聞雲 （页面存档备份，存于）                        | 1,057  | 61.4%     | 34.38%              | 56.0%  | 37.6%  | 6.4%  |
| 2021-12-06 | TVBS （页面存档备份，存于）                                 | 1,020  | 47％      | 27%                 | 55%    | 33%    | 12%   |
| 2021-12-04 | 時代力量-1 （页面存档备份，存于）、2 （页面存档备份，存于） | 1,068  | 59.7%     | 30.98%              | 51.9%  | 38.9%  | 9.2%  |
| 2021-11-30 | 十方民調 （页面存档备份，存于）                             | 1,068  | 53.3%     | 不適用              | 54.5%  | 27.5%  | 18.0% |
| 2021-11-30 | ETtoday新聞雲 （页面存档备份，存于）                        | 1,736  | 59.2％    | 34.16％             | 57.7%  | 35.1%  | 7.2%  |
| 2021-11-30 | 台灣民意基金會 （页面存档备份，存于）                       | 1,078  | 49.6%     | 不適用              | 55.9%  | 36.5%  | 7.6%  |
| 2021-11-29 | 美麗島電子報 （页面存档备份，存于）                         | 1,076  | 62.2％    | 不適用              | 55.4%  | 37.9%  | 6.7%  |
| 2021-11-18 | ETtoday新聞雲 （页面存档备份，存于）                        | 1,757  | 59.5％    | 33.26％             | 55.9%  | 37.0%  | 7.0%  |
| 2021-11-15 | 遠見民調 （页面存档备份，存于）                             | 1,130  | 不適用    | 不適用              | 71.0%  | 22.5%  | 6.4%  |
| 2021-11-12 | TVBS （页面存档备份，存于）                                 | 1,004  | 40%       | 不適用              | 55%    | 32%    | 13%   |
| 2021-11-08 | ETtoday新聞雲 （页面存档备份，存于）                        | 1,866  | 不適用    | 不適用              | 57.8%  | 33.7%  | 8.5%  |
| 2021-11-05 | 台北智會 （页面存档备份，存于）                             | 1,078  | 50.4％    | 不適用              | 54.9%  | 25.4%  | 19.7% |
| 2021-10-26 | 台灣民意基金會 （页面存档备份，存于）                       | 1,075  | 不適用    | 不適用              | 68.1%  | 25.7%  | 6.3%  |
| 2021-05-25 | 台灣民意基金會 （页面存档备份，存于）                       | 1,082  | 不適用    | 不適用              | 64.0%  | 21.0%  | 15.0% |
| 2021-04-27 | 台灣民意基金會 （页面存档备份，存于）                       | 1,021  | 不適用    | 不適用              | 61.7%  | 30.5%  | 7.7%  |
| 2021-01-20 | 台灣指標民調 （页面存档备份，存于）                         | 1,069  | 不適用    | 不適用              | 64.4%  | 26.7%  | 8.9%  |
| 2020-09-28 | 美麗島電子報 （页面存档备份，存于）                         | 1,070  | 不適用    | 不適用              | 54.9%  | 27.6%  | 17.5% |

## 公投結果
|          |            | 個數       | ％     | 占選舉人數％ |
| -------- | ---------- | ---------- | ------ | ------------ |
| 選舉人數 | 選舉人數   | 19,825,468 | 100.00 | 100.00       |
| 門檻票數 | 門檻票數   | 4,956,367  | 25.00  | 25.00        |
|          | 同意票數   | 3,936,554  | 48.79  | 19.86        |
|          | 不同意票數 | 4,131,203  | 51.21  | 20.84        |
| 有效票數 | 有效票數   | 8,067,757  |        | 40.69        |
| 無效票數 | 無效票數   | 78,108     |        | 0.39         |
| 總投票數 | 總投票數   | 8,145,865  |        | 41.09        |
| 結果     | 結果       | 不通过     | 不通过 | 不通过       |

| 新北市                             | 3,427,162 | 725,556 | 21.17% | -131,235 | 717,589 | -7,967  | 49.72% | 1,443,145 | 13,320 | 1,456,465 | 42.50% |
| 臺北市                             | 2,155,416 | 533,890 | 24.77% | -4,964   | 472,147 | -61,743 | 46.93% | 1,006,037 | 8,724  | 1,014,761 | 47.08% |
| 桃園市                             | 1,869,908 | 393,423 | 21.04% | -74,054  | 347,962 | -45,461 | 46.93% | 741,385   | 6,793  | 748,178   | 40.01% |
| 臺中市                             | 2,337,667 | 484,612 | 20.73% | -99,805  | 490,521 | 5,909   | 50.30% | 975,133   | 9,433  | 984,566   | 42.12% |
| 臺南市                             | 1,592,388 | 241,186 | 15.15% | -156,911 | 406,976 | 165,790 | 62.79% | 648,162   | 6,028  | 654,190   | 41.08% |
| 高雄市                             | 2,353,773 | 397,990 | 16.91% | -190,454 | 588,302 | 190,312 | 59.65% | 986,292   | 8,279  | 994,571   | 42.25% |
| 新竹縣                             | 461,638   | 111,253 | 24.10% | -4,157   | 66,859  | -44,394 | 37.54% | 178,112   | 1,798  | 179,910   | 38.97% |
| 苗栗縣                             | 457,991   | 106,512 | 23.26% | -7,986   | 63,291  | -43,221 | 37.27% | 169,803   | 1,752  | 171,555   | 37.46% |
| 彰化縣                             | 1,061,571 | 190,279 | 17.92% | -75,114  | 199,905 | 9,626   | 51.23% | 390,184   | 4,342  | 394,526   | 37.16% |
| 南投縣                             | 420,687   | 84,903  | 20.18% | -20,269  | 70,911  | -13,992 | 45.51% | 155,814   | 1,754  | 157,568   | 37.45% |
| 雲林縣                             | 577,564   | 87,535  | 15.16% | -56,856  | 113,430 | 25,895  | 56.44% | 200,965   | 2,644  | 203,609   | 35.25% |
| 嘉義縣                             | 436,894   | 63,301  | 14.49% | -45,923  | 100,587 | 37,286  | 61.38% | 163,888   | 2,060  | 165,948   | 37.98% |
| 屏東縣                             | 700,254   | 112,053 | 16.00% | -63,011  | 166,133 | 54,080  | 59.72% | 278,186   | 3,104  | 281,290   | 40.17% |
| 宜蘭縣                             | 385,260   | 61,292  | 15.91% | -35,023  | 84,199  | 22,907  | 57.87% | 145,491   | 1,555  | 147,046   | 38.17% |
| 花蓮縣                             | 275,091   | 68,395  | 24.86% | -378     | 29,381  | -39,014 | 30.05% | 97,776    | 1,288  | 99,064    | 36.01% |
| 臺東縣                             | 182,958   | 39,175  | 21.41% | -6,565   | 19,679  | -19,496 | 33.44% | 58,854    | 841    | 59,695    | 32.63% |
| 澎湖縣                             | 92,051    | 13,817  | 15.01% | -9,196   | 12,402  | -1,415  | 47.30% | 26,219    | 300    | 26,519    | 28.81% |
| 基隆市                             | 318,539   | 72,735  | 22.83% | -6,900   | 56,209  | -16,526 | 43.59% | 128,944   | 1,118  | 130,062   | 40.83% |
| 新竹市                             | 361,353   | 84,140  | 23.28% | -6,199   | 70,800  | -13,340 | 45.70% | 154,940   | 1,948  | 156,888   | 43.42% |
| 嘉義市                             | 221,038   | 41,488  | 18.77% | -13,772  | 50,748  | 9,260   | 55.02% | 92,236    | 696    | 92,932    | 42.04% |
| 金門縣                             | 124,592   | 20,343  | 16.33% | -10,805  | 2,770   | -17,573 | 11.98% | 23,113    | 291    | 23,404    | 18.78% |
| 連江縣                             | 11,673    | 2,676   | 22.92% | -243     | 402     | -2,274  | 13.06% | 3,078     | 40     | 3,118     | 26.71% |
| 得票數據以中央選舉委員會公佈為準。 |           |         |        |          |         |         |        |           |        |           |        |